# Pierrot (racconto)
Pierrot è un racconto dello scrittore francese Guy de Maupassant; originariamente pubblicato nel 1882 sul quotidiano Le Gaulois e l'anno successivo nella raccolta intitolata Contes de la bécasse (Racconti della beccaccia).  La storia è stata dedicata a Henry Roujon, romanziere e funzionario pubblico al ministero dell'istruzione.

## Trama
Madame Lefevre è una ricca vedova estremamente avara. Dopo che si accorge che una dozzina di cipolle sono state trafugate dal suo giardino, seguendo il buon consiglio offertogli da un vicino di casa, decide di acquistare un cane da guardia di piccola taglia.
Il fornaio dopo un po' riesce a procurargli un bel cagnolino di nome Pierrot; questi però comincia sempre più spesso ad abbaiare perché ha fame, mentre non riesce nemmeno a spaventare i ladri a distanza.
La vedova allora si rifiuta recisamente di pagare gli otto franchi per l'acquisto dell'animale, anzi decide di gettarlo in una specie di pozzo - una fossa scavata pe l'estrazione del gesso -, il luogo in cui tutti i cani randagi della zona finiscono. Qui rinchiuse le bestie lentamente muoiono di fame, con i cani sopravvissuti che mangiano le carcasse di quelli che sono già morti.
Gettato Pierrot nel pozzo la donna s'appresta ad andarsene, ma quando comincia a sentire il lamentarsi dei cani sofferenti prova una strana sensazione, come se gli stessero strappano il cuore. Le notti seguenti nei sogni della vedova appare Pierrot, ma lei continua a mantenersi ferma nella decisione presa; non ha nessuna intenzione di pagare quattro franchi all'addetto di scavo e manutenzione pozzi per tirar fuori il cane.
Nel tentativo di placare la sua coscienza colpevole, si reca ogni giorno con la sua dama di compagnia di nome Rose ai bordi del buco a gettare un po' di pane per Pierrot. Poi però sentono anche un secondo cane, grande e grosso, abbaiare ed impossessarsi del pane destinato a Pierrot. Rifiutandosi di dar da mangiare ad entrambi, la vedova lascia morire di fame Pierrot.